# Mimosciadella
Mimosciadella is een kevergeslacht uit de familie van de boktorren (Cerambycidae). De wetenschappelijke naam van het geslacht werd voor het eerst geldig gepubliceerd in 1958 door Breuning.

## Soorten
Mimosciadella omvat de volgende soorten:
- Mimosciadella fuscosignata Breuning, 1958
- Mimosciadella subinermicollis Breuning, 1958